# 이윤수 (성우)
이윤수는 대한민국의 성우이다. 1994년 KBS에 입사했으며, 현재는 KBS 24기이다. 한국방송 성우극회 소속.

## 주요 출연작품

### 영화
- 프라이멀 피어 (KBS)
- 해피 투게더 (KBS)
- 취권 2 (KBS)
- 성룡의 나이스 가이 (KBS)